# زینب خانلاروا
زینب خانلاروا (۲۸ دسامبر ۱۹۳۶، باکو) یکی از خوانندگان جمهوری آذربایجان است.
وی در سال ۱۹۶۱ تک‌خوان تئاتر باله و اپرای آخوندف آذربایجان شد که در آنجا او در اپراهای لیلی و مجنون و اصلی و کرم ساخته اوزیر حاجی‌بیف، نقش‌های لیلی و اصلی را ایفا کرده‌است.
خانلاروا در سال ۱۹۷۵ عنوان هنرمند خلق آذربایجان را دریافت کرد.
یک فیلم مستند به نام سلام زینب نیز از زندگی این هنرمند ساخته شده‌است.
پدر او از مهاجران ایرانی ساکن استان(اردبیل) بود که به همراه خانواده در ابتدای جنگ جهانی دوم به باکو مهاجرت کرده بود. و در انجا ماندگار شد.

## جوایز
- هنرمند مردمی ارمنستان شوروی